# Höngeda
Höngeda ist ein Ortsteil der Stadt Mühlhausen im Unstrut-Hainich-Kreis in Thüringen.

## Geografie
Höngeda liegt südöstlich von Mühlhausen an der Landesstraße 247 von Mühlhausen nach Gotha im Thüringer Becken und in der zwei Kilometer breiten Unstrutniederung. Die Gemarkung ist ein flachwelliges Ackerhügelland. Pappeln lockern die Landschaft auf.

## Geschichte

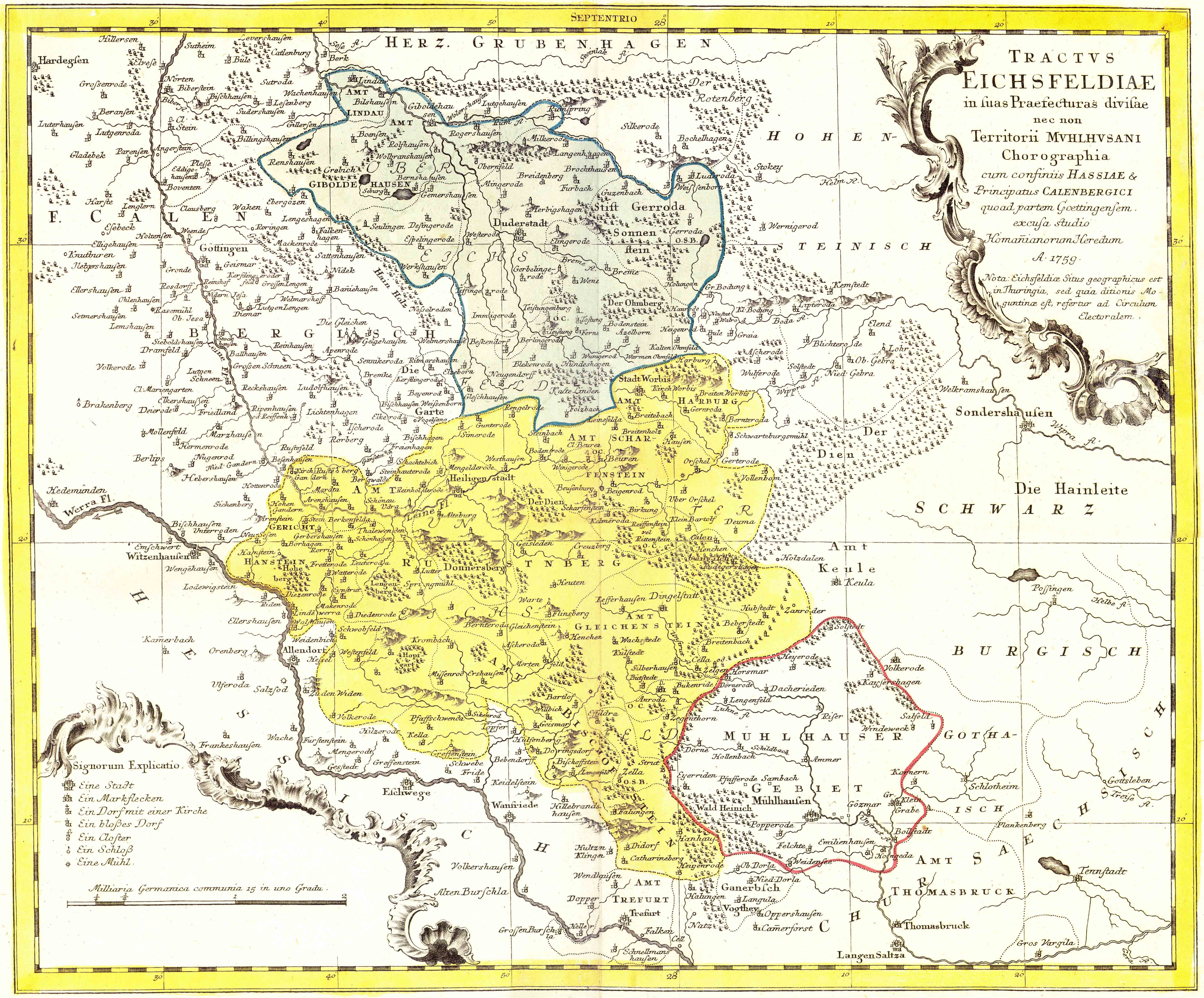
Das Eichsfeld und das Gebiet der Freien und Reichsstadt Mühlhausen mit Hongeda (Höngeda) um 1759 (die Karte enthält einige Fehler: siehe Kartenbeschreibung)

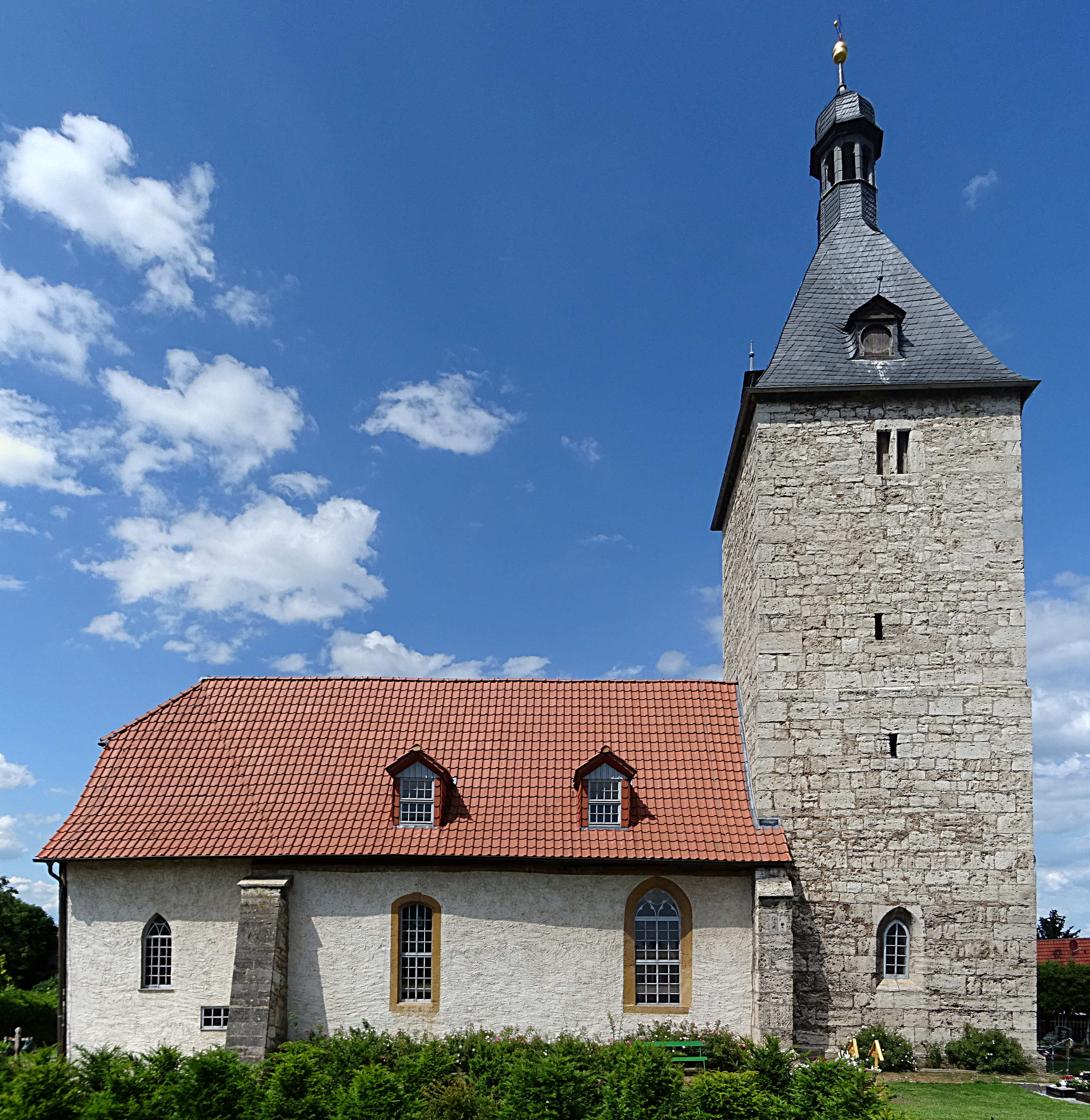
St. Cyriakus

Bereits am 18. Mai 876 wurde Höngeda erstmals urkundlich erwähnt. Am 4. Juni 1300 verkaufte Landgraf Friedrich zu Thüringen das Dorf zusammen mit Grabe und Bollstedt der Reichsstadt Mühlhausen. 1565 zählte man in Höngeda 30 Mann Bevölkerung.
1802 fiel Höngeda zusammen mit Mühlhausen an das Königreich Preußen, von 1807 bis 1813 an das von Napoleon geschaffene Königreich Westphalen (Kanton Dorla) und wurde nach dem Wiener Kongress 1816 dem Landkreis Mühlhausen in der preußischen Provinz Sachsen zugeordnet.
Höngeda ist von jeher ein landwirtschaftlich orientierter Ort, der nach der Wende neue Eigentumsformen der Landarbeit beschritten hat. Im Dorf hat sich die Kleinindustrie angesiedelt. Tiergehege und Gondelteich sind Anziehungspunkte im Umland.
Am 30. Juni 1994 wurde Höngeda in die neue Gemeinde Weinbergen integriert. Seit dem 1. Januar 2019 ist es, durch den Beitritt der Gemeinde Weinbergen zur Stadt Mühlhausen, ein Ortsteil dieser Stadt.

## Persönlichkeiten
- Walter Burghardt (1885–1938), Politiker (NSDAP)
- Karl Gottlieb Hildebrandt (1858–1925), Physiker, Schuldirektor und Hochschullehrer
- Klaus Listemann (* 1940 in Höngeda), Generalmajor der Nationalen Volksarmee der Deutschen Demokratischen Republik